# Udaeus Linea
L'Udaeus Linea è una struttura geologica della superficie di Europa.